# راینر نیکوت
راینر نیکوت (انگلیسی: Rainer Nicot؛ زادهٔ ۶ ژوئن ۱۹۵۴) بازیکن فوتبال اهل آلمان است.
از باشگاه‌هایی که در آن بازی کرده‌است می‌توان به باشگاه فوتبال کلن اشاره کرد.